# BBC Home Service
La BBC Home Service è stata una stazione radio nazionale britannica che trasmise dal 1939 fino al 1967.
Il 30 settembre 1967 fu sostituita dalla BBC Radio 4, che è tuttora ascoltabile in FM, Onde lunghe, DAB e su Internet.